# Zaltones

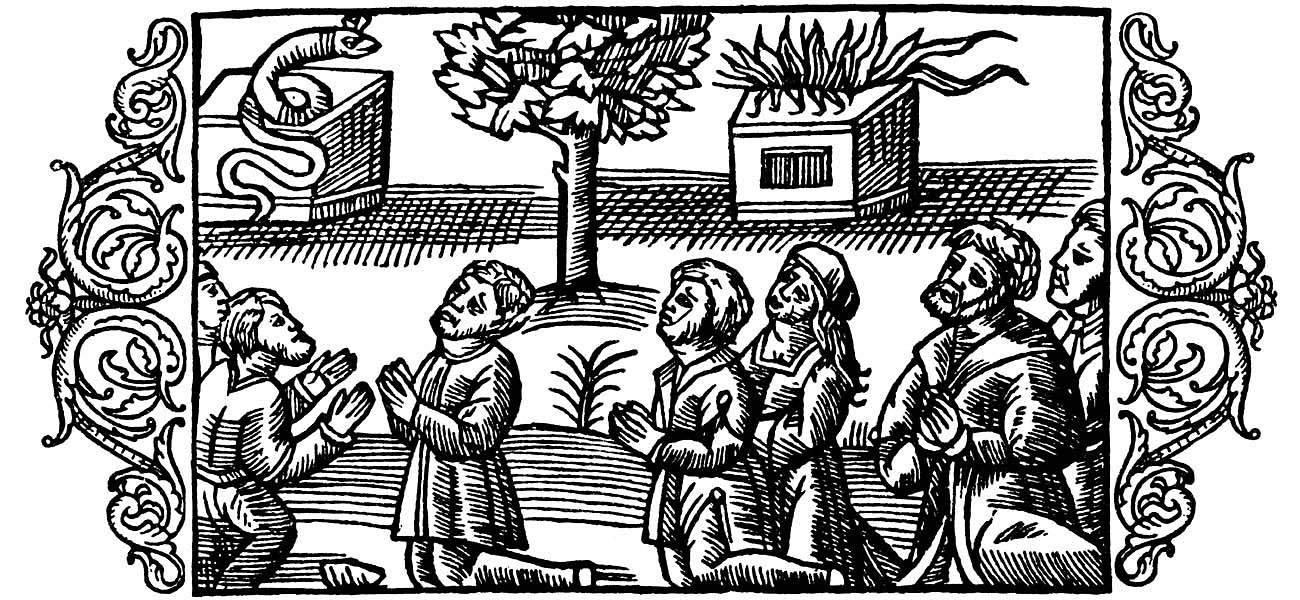
Litauische Schlangenverehrer, nach der Vorstellung von Olaus Magnus, 16. Jahrhundert

Zaltones war nach Matthäus Prätorius die Bezeichnung für litauische Schlangenbeschwörer. Der Name leitet sich von litauisch žaltys und lettisch zalktis (Ringelnatter) ab.

## Schlangenkult
Bei den baltischen Völkern ist die Verehrung der Schlange bis in die Neuzeit bezeugt. Bei den Litauern und Letten wurden Ringelnattern als Hausschlange gehalten und mit Milch gefüttert. Sie galt als Beschützerin des Viehs und konnte mit der lettischen Piena māte („Milchmutter“) gleichgesetzt werden. In einem litauischen Volkslied wird die Ringelnatter als „Abgesandte der Götter“ bezeichnet. Ein litauisches Sprichwort lautet:

„Die Ansicht einer toten Žaltys lässt die Sonne weinen.“

Sie dienten manchmal der Zukunftsdeutung und waren auch sonst mit abergläubischen Praktiken verbunden. Auch für die Prußen ist das Halten von Schlangen und deren Fütterung mit Milch bezeugt und sie sollen nach Simon Grunau als Idol des Gottes Potrimpos verehrt worden sein.